# سوزارا
سوزارا وهي (بلدية) في مقاطعة مانتوا في منطقة لومباردي الإيطالية، وتقع على بعد حوالي 130 كيلومترا (81 ميل) جنوب شرق ميلان وحوالي 20 كيلومترا (12 ميل) جنوب مدينة مانتوا .

## التاريخ
عطيت سوزارا اللقب الفخري للمدينة بموجب مرسوم ملكي مؤرخ 9 نوفمبر 1923. وهي موطن لمصنع ايفيكو/CNH للسيارات الثقيلة، وإنتاج مركبات ايفيكو اليومية.
تحيط بحدود نطاق بلدية سوزارا بلديات دوسولو، غونزاغا، لوزارا (إعادة )، موتيجيانا، بيغوجناغا, و فيادانا.
وتشمل ست أبرشيات مدنية (frazioni)وهي قرى صغيرة: بروساتاسو، ريفا، سايليتو، سان بروسبيرو، تابيلانو، في نووف.
سوزارا لها حدود مشتركة مع اقليم إميليا رومانيا الإيطالي، سوزارا المدينة التوأم ل مدينة بريود في فرنسا منذ عام 1995.